# اچ‌ام‌سی‌اس دونداس (کی۲۲۹)
اچ‌ام‌سی‌اس دونداس (کی۲۲۹) (به انگلیسی: HMCS Dundas (K229)) یک کشتی بود که طول آن ۲۰۳ فوت (۶۱٫۸۷ متر) بود. این کشتی در سال ۱۹۴۲ میلادی ساخته شد.